# BKV Előre SC
BKV Előre SC – węgierski klub piłkarski z siedzibą w Budapeszcie. Klub uczestniczy w rozgrywkach Nemzeti Bajnokság III.

## Historia

### Chronologia nazw
- 1912: Budapesti Közúti Vaspálya Társaság (KVT)
- 1918: Budapesti Egyesített Városi Vasutak Tisztviselőinek Sport Egyesülete (EVVT SE)
- 1923: Budapest Székesfővárosi Közlekedési Részvénytársaság SE (SzKR SE)
- 1945: Előre Sport Club (SC)
- 1950: Előre Sportegyesület (fuzja z Teherfuvar MSE)
- 1951: Budapesti Előre SK
- 1957: Budapesti Előre Sport Club (SC)
- 1968: Budapesti Közlekedési Vállalat Előre Sport Club (BKVE SC)
- 1998: Budapesti Közlekedési Vállalat Előre Labdarúgó Kft. (BKV Előre)
- 2006: Budapesti Közlekedési Vállalat Előre Sport Club (BKV Előre SC)

## Stadion
Zespół od momentu powstania rozgrywa swoje mecze na Sport utcai Stadion. Obiekt ma 2 500 miejsc (wszystkie miejsca na jednej, zadaszonej trybunie) i posiada oświetlenie. Cały kompleks od wielu lat nie był remontowany i stopniowo niszczeje.
Rekord frekwencji na stadionie został zanotowany 22 kwietnia 1955 roku, podczas meczu Budapesti Előre SK – Budapest Honvéd FC.
W 1936 roku na tym obiekcie swoje mecze rozgrywał też Ferencvárosi TC, a w 1988 roku rozegrany został na nim mecz w ramach rozgrywek Intertoto, w którym MTK-VM Budapest grał z FK Vojvodina Nowy Sad.